# Serhiy Rysenko
Serhiy Oleksandrovych Rysenko (em ucraniano:  Сергій Олександрович Рисенко; Lugansk, 15 de março de 1980) é um ciclista ucraniano. Rysenko representou sua nação nos Jogos Olímpicos de Verão de 2000, 2004, 2008 e 2012.